# IndyCar Series 2006
Die IndyCar Series 2006 war die elfte Saison der IndyCar Series und die 85. Meisterschaftssaison im US-amerikanischen Formelsport. Sie begann am 26. März 2006 in Homestead und endete am 10. September 2006 in Joliet. Sam Hornish jr. gewann den Titel zum dritten Mal. Er war punktgleich mit Dan Wheldon, der zweimal siegte während Hornish Jr. viermal gewann. Der drittplatzierte Hélio Castroneves lag zwei Punkte dahinter. Im Warm-up zum Auftaktrennen in Homestead starb der 30 Jahre alte Paul Dana.

## Rennergebnisse
| Nr. | Datum         | Veranstaltung (Strecke)                                 | Distanz (Meilen) | Sieger            | Team                  | Pole-Position     |
| --- | ------------- | ------------------------------------------------------- | ---------------- | ----------------- | --------------------- | ----------------- |
| 1   | 26. März      | Toyota Indy 300 (Homestead) (O)                         | 297              | Dan Wheldon       | Chip Ganassi Racing   | Sam Hornish jr.   |
| 2   | 2. April      | Honda Grand Prix of St. Petersburg (St. Petersburg) (T) | 180              | Hélio Castroneves | Penske Racing         | Dario Franchitti  |
| 3   | 22. April     | Indy Japan 300 (Motegi) (O)                             | 304              | Hélio Castroneves | Penske Racing         | Hélio Castroneves |
| 4   | 28. Mai       | Indianapolis 500-Mile Race (Indianapolis) (O)           | 500              | Sam Hornish jr.   | Penske Racing         | Sam Hornish jr.   |
| 5   | 4. Juni       | Watkins Glen Indy Grand Prix (Watkins Glen) (P)         | 185,35           | Scott Dixon       | Chip Ganassi Racing   | Hélio Castroneves |
| 6   | 10. Juni      | Bombardier Learjet 500 (Fort Worth) (O)                 | 291              | Hélio Castroneves | Penske Racing         | Sam Hornish jr.   |
| 7   | 24. Juni      | SunTrust Indy Challenge (Richmond) (O)                  | 187,5            | Sam Hornish jr.   | Penske Racing         | Hélio Castroneves |
| 8   | 2. Juli       | Kansas Lottery Indy 300 (Kansas City) (O)               | 304              | Sam Hornish jr.   | Penske Racing         | Dan Wheldon       |
| 9   | 15. Juli      | Firestone Indy 200 (Nashville) (O)                      | 260              | Scott Dixon       | Chip Ganassi Racing   | Dan Wheldon       |
| 10  | 23 Juli       | ABC Supply A. J. Foyt 225 (Milwaukee) (O)               | 228,375          | Tony Kanaan       | Andretti Green Racing | Hélio Castroneves |
| 11  | 30. Juli      | Firestone Indy 400 (Michigan) (O)                       | 400              | Hélio Castroneves | Penske Racing         | Hélio Castroneves |
| 12  | 13. August    | Meijer Indy 300 (Kentucky) (O)                          | 296              | Sam Hornish jr.   | Penske Racing         | Hélio Castroneves |
| 13  | 27. August    | Indy Grand Prix of Sonoma (Sears Point) (P)             | 184              | Marco Andretti    | Andretti Green Racing | Scott Dixon       |
| 14  | 10. September | Peak Antifreeze Indy 300 (Joliet) (O)                   | 304              | Dan Wheldon       | Chip Ganassi Racing   | Sam Hornish jr.   |

- Erklärung: O: Ovalkurs, T: temporäre Rennstrecke (Stadtkurs), P: permanente Rennstrecke

## Punktestand

### Fahrer
| Pl. | Fahrer            | Punkte |
| --- | ----------------- | ------ |
| 1.  | Sam Hornish jr.   | 475    |
| 2.  | Dan Wheldon       | 475    |
| 3.  | Hélio Castroneves | 473    |
| 4.  | Scott Dixon       | 460    |
| 5.  | Vítor Meira       | 411    |
| 6.  | Tony Kanaan       | 384    |
| 7.  | Marco Andretti    | 325    |
| 8.  | Dario Franchitti  | 311    |
| 9.  | Danica Patrick    | 302    |
| 10. | Tomas Scheckter   | 298    |
| 11. | Bryan Herta       | 289    |
| 12. | Scott Sharp       | 287    |
| 13. | Kosuke Matsuura   | 273    |
| 14. | Ed Carpenter      | 252    |

| Pl. | Fahrer             | Punkte |
| --- | ------------------ | ------ |
| 15. | Buddy Rice         | 234    |
| 16. | Jeff Simmons       | 217    |
| 17. | Felipe Giaffone    | 142    |
| 18. | Buddy Lazier       | 122    |
| 19. | Eddie Cheever      | 114    |
| 20. | Jeff Bucknum       | 97     |
| 21. | Ryan Briscoe       | 83     |
| 22. | P. J. Chesson      | 54     |
| 23. | Marty Roth         | 36     |
| 24. | Michael Andretti   | 35     |
| 25. | Sarah Fisher       | 32     |
| 26. | A.J. Foyt IV       | 16     |
| 27. | Massimiliano Papis | 16     |
| 28. | Roger Yasukawa     | 14     |

| Pl. | Fahrer               | Punkte |
| --- | -------------------- | ------ |
| 29. | Jaques Lazier        | 13     |
| 30. | Roberto Moreno       | 12     |
| 31. | Airton Daré          | 12     |
| 32. | Tomáš Enge           | 12     |
| 33. | P. J. Jones          | 12     |
| 34. | Townsend Bell        | 12     |
| 35. | Al Unser Jr.         | 12     |
| 36. | Arie Luyendyk junior | 10     |
| 37. | Stephan Gregoire     | 10     |
| 38. | Larry Foyt           | 10     |
| 39. | Thiago Medeiros      | 10     |
| 40. | Paul Dana            | 6      |